# Leandro Armani
Leandro Diego Armani (Casilda, 23 de diciembre de 1983) es un futbolista argentino juega de delantero en el club Aprendices Casildenses de la Liga Casildense. Es hermano de Franco Armani, jugador de River Plate.

## Trayectoria
El 7 de octubre de 2003, con 19 años de edad, por la fecha 5 del torneo Apertura de la primera B metropolitana, debutó en el Club Atlético Central Córdoba ante Deportivo Español. ese partido terminó con victoria del charrúa 2-1 y Armani anotó el gol de la victoria. En el club del barrio La Tablada anotó 30 goles. Luego pasó al Independiente Santa Fe, de Colombia, donde no corrió con mucha suerte ya que no anotó ningún gol con esa camiseta. Armani también estuvo en la lista de la Copa Libertadores 2006 con el equipo Cardenal.
En 2006 volvió a Central Córdoba, club donde debutara, y compartió plantel con jugadores como Pablo Bezombe, Juan Manuel Raponi, Ezequiel Petrovelli, etc. El equipo quedó en las puertas del ascenso.En su segundo paso por el club consiguió la no despreciable cifra de 18 goles. Luego es traspasado a Tiro Federal, donde debuta en la fecha 14 por problemas con su pase. En su debut logró marcar un gol, que le dio la victoria a su equipo frente a Ferro. Luego anotaría otros dos goles más en la primera rueda de ese torneo. En la segunda rueda marcó 13 goles más. En su primera temporada en Tiro Federal, Armani totalizaría un total de 24 partidos disputados y 16 goles.
Luego pasa a Newells, donde no es tenido en cuenta por el técnico, Fernando Gamboa, jugando solo 15 minutos en el Torneo Apertura. Al cambiar el entrenador en el Torneo Clausura, Armani debuta de titular y marca 2 goles consecutivos, frente a Gimnasia y Esgrima de La Plata y Boca Juniors. Luego es relegado al banco de suplentes. Convierte dos goles más en el torneo. Al finalizar el campeonato, regresa a Tiro Federal. Arrancó como suplente, y en su regreso a la titularidad, marca 3 goles y su equipo vence 4 a 1. Luego marca 3 goles más frente a CAI. Al término de esa campaña, se proclama goleador de la Primera B Nacional con 19 goles. En la última campaña con Tiro Federal disputó las semifinales del Torneo Argentino A, donde perdió frente a Guaraní Antonio Franco, equipo que luego ascendió a la B Nacional, en el último semestre el delantero casildense anotó 7 goles en 17 partidos disputados.
A principios de 2018 se confirmó su vuelta a la Liga Casildense de Fútbol, de su ciudad natal, Casilda, luego de 16 años fuera de ella. Disputó el Torneo 2018-2019 con la camiseta de Unión Casildense.
Luego de su pasada por Union casildense volvió a su club natal (aprendices casildenses) donde lo consagró campeón frente a su anterior club 3 a 0 anotando el primer gol del encuentro y siendo el goleador del campeonato.
El famoso "BETO" es unos de los máximos ídolos del club casildense.
En la actualidad leandro sigue disputando partidos con la camiseta azul y blanca metiendo sus legendarios goles y mostrando frente a su gente su gran humildad.

## Clubes
| Club                     |  | País      | Año       |
| ------------------------ |  | --------- | --------- |
| Rosario Central          |  | Argentina | 2003-2005 |
| Santa Fe                 |  | Colombia  | 2005-2006 |
| Central Córdoba          |  | Argentina | 2006-2007 |
| Tiro Federal             |  | Argentina | 2007-2008 |
| Newell's Old Boys        |  | Argentina | 2008-2009 |
| Tiro Federal             |  | Argentina | 2009-2012 |
| Central Córdoba          |  | Argentina | 2013      |
| Tiro Federal             |  | Argentina | 2013-2014 |
| Aprendices Casildenses   |  | Argentina | 2014-2015 |
| Coronel Aguirre          |  | Argentina | 2015      |
| Belgrano de Paraná       |  | Argentina | 2016      |
| Huracán Los Quirquinchos |  | Argentina | 2016-2017 |
| Unión Casildense         |  | Argentina | 2018-2019 |
| Aprendices Casildenses   |  | Argentina | 2020-Act. |

## Palmarés

### Distinciones individuales
| Distinción      | Campeonato         | País      | Año  |
| --------------- | ------------------ | --------- | ---- |
| Máximo Goleador | Primera B Nacional | Argentina | 2010 |
| Máximo Goleador | liga casildense    | Argentina | 2022 |